# Theclopsis occidentalis
Theclopsis occidentalis är en fjärilsart som beskrevs av Percy I. Lathy 1926. Theclopsis occidentalis ingår i släktet Theclopsis och familjen juvelvingar. Inga underarter finns listade i Catalogue of Life.